# Yung Baby Tate
Tate Sequoya Farris (Decatur, Georgia; 13 de mayo de 1996), más conocida por el nombre de Baby Tate (anteriormente conocida como Yung Baby Tate) es una cantante, compositora, rapera, actriz, bailarina y productora discográfica estadounidense.

## Biografía
Tate es la hija de la cantante Dionne Farris y el músico / productor David Ryan Harris . Tuvo poco contacto con su padre mientras crecía, pero su madre apoyó sus ambiciones y gustos musicales.  Comenzó a bailar y tocar el piano a una edad de 10 años y comenzó a producir sus propios ritmos a los 13.

## Carrera musical
Tate lanzó el EP ROYGBIV en noviembre de 2015 y el EP navideño YBTXMAS en diciembre de 2016. Ella escribe y produce todas sus propias canciones. Ganó notoriedad en la comunidad de hip-hop a principios de 2019 gracias a un cortometraje producido en conjunto con su próximo álbum.  Su álbum debut de larga duración Girls fue lanzado en febrero de 2019 con críticas muy positivas. XXL nombró el álbum como uno de los mejores proyectos de hip-hop de 2019.
Yung Baby Tate se ha destacado por los mensajes sexuales positivos en sus letras. Ella menciona a Nicki Minaj , Migos , Gucci Mane y su madre Dionne Farris como influencias en la música. En 2019 lanzó una colaboración con la también rapera Ashnikko, el sencillo fue la clave para que ambas artistas debutaran en solitario. STUPID actualmente cuenta con más de 60 millones de reproducciones en YouTube.
En 2019 Tate fue reconocida con un certificado musical y una nominación en los premios musicales Grammys. por ser la productora musical de un álbum de género Rap y Pop. Tate no asistió a la ceremonia y no ganó el premio, pero si recibió su certificado una noche antes del evento.
En julio de 2019, Baby Tate lanzó una versión de "Megatron" de Nicki Minaj. En 2020, anunció que había firmado un contrato de grabación con el sello discográfico Raedio de Issa Rae y lanzó dos sencillos de la banda sonora de Insecure. El 30 de abril de 2020, se lanzó el sencillo "Damn Daniel" en colaboración con la cantante y rapera británica Bree Runway. El 4 de diciembre de 2020, lanzó su sexto EP, After the Rain, este proyecto cuenta con colaboraciones de artistas como Flo Milli y 6lack, la fama de este EP se dio gracias a la canción viral titulada "I Am" en colaboración con la rapera Flo Milli, la cual llegó a alcanzar puestos altos en listas de reproducción en plataformas como Spotify. Se lanzó una edición de lujo el 21 de mayo de 2021 y fue precedida por el sencillo "Eenie Meenie".

## Discografía

### Álbumes
- Girls (2019)

### Versiones extendidas (EP)
- ROYGBIV (2015)
- YBTXMAS (2016)
- Boys (2018)
- After the Rain (2020)
- After the Rain (Deluxe) (2021)

### Sencillos
- 2016: "B.B.L.U."
- 2016: "Hey, Mickey!"
- 2017: "Bob"
- 2017: "Been in My Bag"
- 2018: "Pretty Girl" (en solitario o con la colaboración de Killumantii & Mulatto)
- 2018: "Back Up"
- 2018: "Too Long"
- 2018: "That Girl"
- 2019: "Hallelujah"
- 2019: "Camp"
- 2020: "Don't Want It"
- 2020: "He Wanna" (con B.K. Habermehl)
- 2020: "Damn Daniel" (con Bree Runway)
- 2020: "B.O.M.B.S"
- 2020: "Hey Ladies"
- 2020: "Rainbow Cadillac"
- 2021: "I Am" (con Flo Milli)
- 2021: "Kim" (con Tkay Maidza)
- 2021: "Dirty Girl" (con Siena Liggins)
- 2021: "Eenie Meenie"
- 2021: "Ooo That's My Type" (con Marian Hill)
- 2021: "Poof Be Gone" (con KyleYouMadeThat & Yvette junto a Cheerlebridee)
- 2021: "Pedi"
- 2022: "What's Love"
- 2022: "Sl*t Him Out"

### Apariciones
- 2016: "Rainfall" (Flwr Chyld con Yung Baby Tate)
- 2018: "Tang 'Em Up" (Miracle Whip con Yung Baby Tate)
- 2018: "Georgia Peach" (S'bortè con Yung Baby Tate)
- 2019: «STUPID» (Ashnikkocon Yung Baby Tate)
- 2019: «Don't Hit Me Right Now» (Dreamville con Bas, Yung Baby Tate, Buddy & Guapdad 4000)
- 2020: "Don't Waste My Time" (Handsome Habibi con Yung Baby Tate)
- 2020: "So Messed Up (Remix)" (La Lana con Yung Baby Tate)
- 2020: "Love Thing" (Malia Civetz con Yung Baby Tate)
- 2020: "Flick! (Stacey)" (Jean Deaux con Yung Baby Tate)
- 2020: "Feel It" (Georgia con Yung Baby Tate)
- 2020: "Like We" (Krewella con Alaya & Yung Baby Tate)
- 2022: "Surround Sound" (JID con 21 Savage & Baby Tate)